# Jiddischsprachige Wikipedia
Die jiddischsprachige Wikipedia ist die Ausgabe der freien Online-Enzyklopädie Wikipedia in jiddischer Sprache. Sie wurde am 3. März 2004 gegründet, und der erste Artikel wurde am 28. November desselben Jahres geschrieben. Im Jiddischen wird üblicherweise die hebräische Schrift, nicht die lateinische Schrift verwendet. Deshalb ist auch die jiddische Wikipedia fast ausschließlich in hebräischer Schrift geschrieben.

## Entwicklung

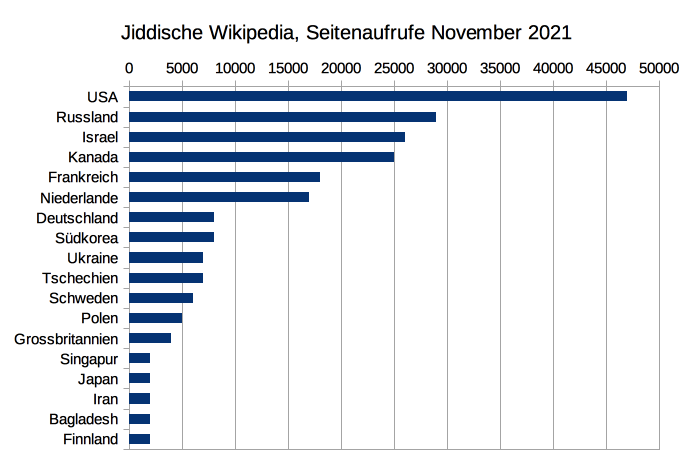
Seitenabrufe der jiddischen Wikipedia nach Ländern im November 2021

Die jiddische Wikipedia umfasste im November 2021 15,298 Artikel. Im November 2021 trugen 81 Autoren (inklusive Bots) zur jiddischen Wikipedia bei.

## Sichtweise
Die verschiedenen chassidischen Gruppierungen bilden den größten Teil der jiddischsprechenden Gemeinschaft. Deshalb handeln viele neue Artikel von chassidisches Rabbis und dem orthodoxen Judentum im Allgemeinen.
Gelesen wird die jiddische Wikipedia vor allem in den USA, Russland, Israel und Kanada. In Europa stellen Frankreich, die Niederlande und Deutschland noch vor den osteuropäischen Ländern die größte Lesergruppe.